# Sout el-Gamaheer
 (mars 2025).
La mise en forme du texte ne suit pas les recommandations de Wikipédia : il faut le « wikifier ».
Les points d'amélioration suivants sont les cas les plus fréquents :
- Les titres sont pré-formatés par le logiciel. Ils ne sont ni en capitales, ni en gras.
- Le texte ne doit pas être écrit en capitales (les noms de famille non plus), ni en gras, ni en italique, ni en « petit »…
- Le gras n'est utilisé que pour surligner le titre de l'article dans l'introduction, une seule fois.
- L'italique est rarement utilisé : mots en langue étrangère, titres d'œuvres, noms de bateaux, etc.
- Les citations ne sont pas en italique mais en corps de texte normal. Elles sont entourées par des guillemets français : « et ».
- Les listes à puces sont à éviter, des paragraphes rédigés étant largement préférés. Les tableaux sont à réserver à la présentation de données structurées (résultats, etc.).
- Les appels de note de bas de page (petits chiffres en exposant, introduits par l'outil «  Source ») sont à placer entre la fin de phrase et le point final[comme ça].
- Les liens internes (vers d'autres articles de Wikipédia) sont à choisir avec parcimonie. Créez des liens vers des articles approfondissant le sujet. Les termes génériques sans rapport avec le sujet sont à éviter, ainsi que les répétitions de liens vers un même terme.
- Les liens externes sont à placer uniquement dans une section « Liens externes », à la fin de l'article. Ces liens sont à choisir avec parcimonie suivant les règles définies. Si un lien sert de source à l'article, son insertion dans le texte est à faire par les notes de bas de page.
- La présentation des références doit suivre les conventions bibliographiques. Il est recommandé d'utiliser les modèles {{Ouvrage}}, {{Chapitre}}, {{Article}}, {{Lien web}} et/ou {{Bibliographie}}. Le mode d'édition visuel peut mettre en forme automatiquement les références.
- Insérer une infobox (cadre d'informations à droite) n'est pas obligatoire pour parachever la mise en page.

Pour une aide détaillée, merci de consulter Aide:Wikification.
Si vous pensez que ces points ont été résolus, vous pouvez retirer ce bandeau et améliorer la mise en forme d'un autre article.
 (mars 2025).
Sawt al-Gamâhîr, aussi Sout el-Gamaheer, (de l’Arabe « صوت الجماهير »), est une chanson composée par Mohammed Abd el-Wahab, sur un texte de Hussein es-Seyid. Elle est produite pour la première fois en 1960. Le texte est écrit et chanté en arabe égyptien. La chanson est interprétée par un certain nombre de chanteurs arabes renommés, tels que Abd el-Halim Hafez ou encore Nagat es-Saghira.

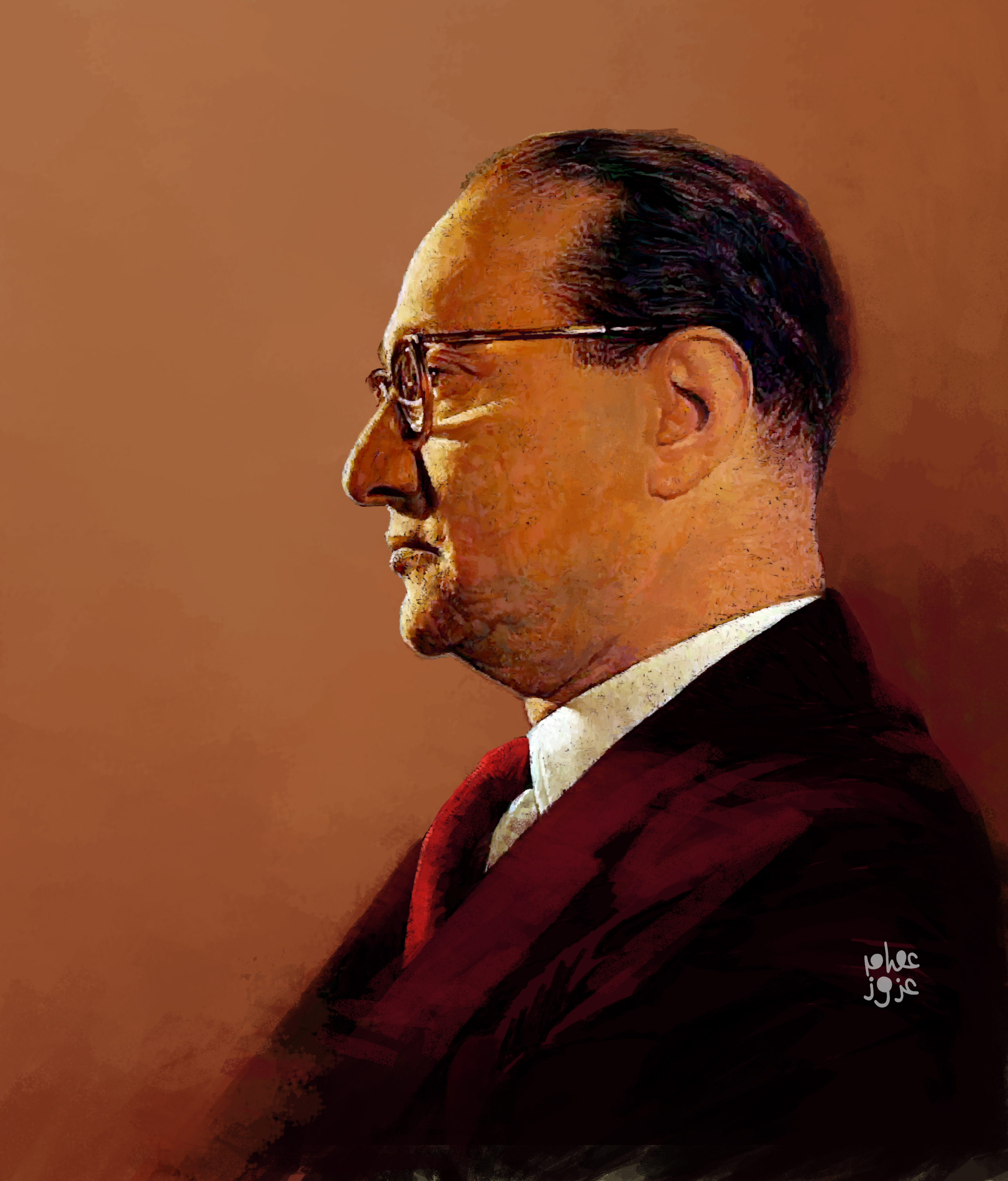
Mohammed Abd el-Wahab

## Contexte historique
La chanson s’inscrit dans un contexte d’unification et de détermination des peuples arabes pour l’indépendance. Les pays arabes sont marqués à cette époque par une poussée du nationalisme ainsi que la résistance face aux colonisateurs anglais et français, mais également israéliens, dont la création d’un État en Palestine remonte à une dizaine d’années seulement (1948).
En Égypte, plus particulièrement, il s’agit de la fin de la Monarchie et de l’ascension au pouvoir de Gamal Abd en-Nasser (1953), suivies peu de temps après par la crise du Canal de Suez (1956), ces deux éléments marquant la fin de l’impérialisme franco-britannique au Moyen-Orient.
Les paroles de la chanson évoquent les sacrifices qu’ont dus faire les peuples arabes dans leur lutte pour l’indépendance, et appellent à l’unification de ceux-ci. Elle dénonce l’oppression vécue et montre l’aspiration qu’ont les nouvelles nations à la liberté, à l’autodétermination, et à un avenir meilleur pour le Monde arabe.